# Ryszard Gillar
Ryszard Gillar (ur. 28 marca 1855 w Hulczynie, zm. 20 stycznia 1939 tamże) – organista i dyrygent chóru przy kościele NMP w Bytomiu, był autorem i wydawcą polskiego „Śpiewnika dla ludu katolickiego oraz książki do nabożeństwa”,  a później też towarzyszenia organowego: „Zbiór melodyi dla użytku kościelnego i prywatnego”.

## Życie
Gillar Ryszard urodził się 28 marca 1855 roku w Hulczynie na Górnym Śląsku. Jego ojciec Franciszek był sukiennikiem i piekarzem, matka Anna pochodziła z domu Kalischek. Hlučínsko było wówczas częścią powiatu raciborskiego w Prusach. O przebiegu lat szkolnych Gillera w Hulczynie i jego edukacji muzycznej nie ma danych. Wiadomo natomiast, że wykształcenie na nauczyciela uzyskał w nowym w tym czasie instytucie w Pilchowicach, w pobliżu Gliwic. Pierwszą pracę jako nauczyciel znalazł w szkole dla chłopców w Bytomiu. 31 stycznia 1881 roku ożenił się tam z Klarą Suzanną Marią Leischner.
Po piętnastu latach jako nauczyciel objął 1 grudnia 1892 roku stanowisko organisty i dyrygenta chóru po swoim teściu Antonim Leischneru. Urzędy te piastował przez 32 lata aż do emerytury w roku 1924.
Po śmierci swojej żony w 1931 roku przeniósł się do Czechosłowacji. Tam w Hulczynie zmarł 20 stycznia 1939 roku. Pochowany został obok swojej żony Klary i w pobliżu swego teścia Antoniego Leischnera na cmentarzu Mater Dolorosa w Bytomiu.

## Działalność jako muzyk kościelny

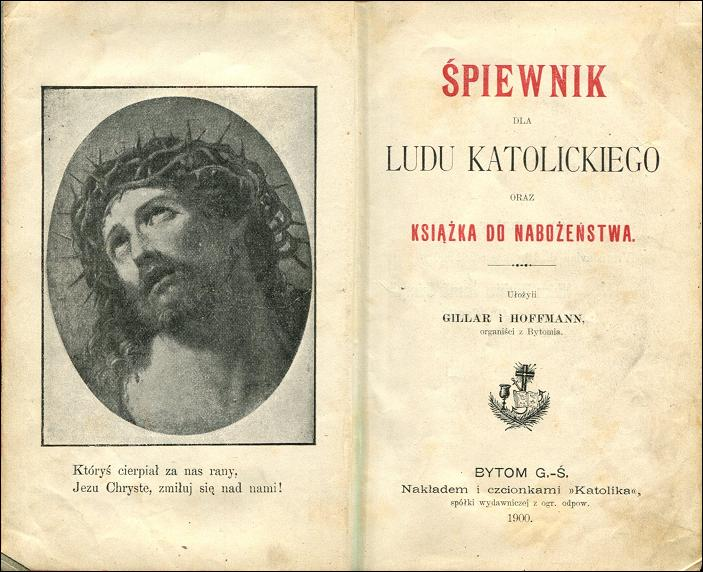
Strona tytułowa Śpiewnika dla ludu katolickiego (Edycja 1900)

O rozwoju muzyka kościelnego Gillara nic nie wiadomo. Prawdopodobnie w Bytomiu, gdzie od roku 1880 pracował jako nauczyciel, miał przez swojego teścia, organisty przy kościele NMP, Antoniego Leischnera, który pochodził z  Branic, częste możliwości zajmowania się polską pieśnią kościelną. Przy swoim powołaniu na stanowisko organisty Gillar uchodził już za znawcę. Niedługo po jego powołaniu na organistę przedstawiciele kościoła i koledzy organiści prosili go, żeby zajął się wydaniem nowego śpiewnika dla ludności polskiej. Duża część ludności na Górnym Śląsku była polskojęzyczną. Dla nich odprawiano w kościele NMP w Bytomiu nabożeństwa w języku polskim, ale brak było śpiewników i towarzyszeń organowych dla różnych okazji, a stary śpiewnik pochodzący z roku 1854 nie był wtenczas dostępny. Praca nad śpiewnikiem odpowiadała interesom Gillara w dziedzinie muzyki. Już w roku 1895 wraz ze swoim kolegą organistą z kościoła Św. Trójcy Hoffmanem wydał „Śpiewnik dla ludu katolickiego oraz książkę do nabożeństwa” w języku polskim. Śpiewnik ten, zawierający 451 pieśni został rozpowszechniony na bazie prywatnej przez Gillera. Odpowiadał on tak bardzo ogólnej potrzebności, że już po dwóch latach w roku 1897 okazało się drugie, rozszerzone wydanie z 568 pieśniami, a później dalsze. Ostatnie wydanie śpiewnika z roku 1908 objęło aż 887 pieśni. Jednocześnie Gillar zajmował się innymi pracami wydawniczymi jak wyciągami ze śpiewnika dla różnych okazji, opracowaniami dla instrumentów dętych, podręczników dla organistów itd. Pierwsze opracowanie pieśni polskich dla organów ukazało się 1903 roku u Leuckerta w Lipsku.
Z domu Gillar Ryszard był niemieckojęzyczny. Żyjąc od pory swego wykształcenia na nauczyciela na Górnym Śląsku, z pewnością władał co najmniej dialektem śląskim. W taki sposób łatwo mu było znaleźć melodię języka polskiego w opracowanych pieśniach. A jednak posłużył się do wydania śpiewnika specjalistami języka, jednym z tych fachowców był jego kolega organista Hoffmann. Giller opracował wiele starszych pieśni, aby uchronić je od zaginięcia, głównym jego interesem było jednak zharmonizowanie pieśni, a czasem też dodawaniem im wielokrotnych, nowych melodii.
W 1908 roku wydał, wraz z Tomaszem Cieplikiem obszerne towarzyszenie organowe (chorał). Ogólnie w tym czasie muzyka bardzo ludzi zajmowała. Znakiem tego jest ogłoszone przez papieża Piusa X motu proprio „Inter pastoralis officii solicitudines”, poświęcone muzyce liturgii. Temu motu proprio odpowiadał też śpiewnik Ryszarda Gillera. Swoje własne zadanie opisuje on w przedmowie do chorału: „Błyszczeć nie chcę, dosyć mi stać się pożytecznym.”